# 木世良羽龙
木世良羽龙（日语：／，9月8日—），寶塚歌劇團宙組娘役。暱稱，東京都練馬區人，畢業於御茶水女子大學附屬中學校，身高161公分。

## 簡介
- 2018年，進入寶塚歌劇團[2][3]，104期生，同期生有美羽愛(現花組娘役)、天城れいん(現花組男役)[3]。初次登台表演是星組公演『ANOTHER WORLD(另一個世界)』『Killer Rouge(紅色殺手)』[3][4][5]，之後被分到月組。
- 2021年，『桜嵐記』新人公演她第一次擔任女主角[3][6]，這部同時也是珠城りょう和美園櫻的退團公演。同年10月第一次擔任寶塚Bow Hall公演女主角，劇目是『LOVE AND ALL THAT JAZZ』[3][7]。
- 2022年，在『グレート・ギャツビー(大亨小傳)』新人公演再次擔任女主角。[2][3]
- 2023年，『応天の門(應天之門)』『Deep Sea-海神たちのカルナバル-(Deep Sea-海神們的嘉年華會)』公演期間，和其他娘役輪流擔任每日謝幕時領唱的歌姬(エトワール)[8]。
- 原定於2024年2月1日和天彩峰里交換，被組替到宙組[9]，但因故取消。[10]
- 於2025年3月10日調去宙組。[3][11]

## 寶塚歌劇團時期

### 初舞台
- 2018年4-6月 寶塚大劇場星組 公演『ANOTHER WORLD(另一個世界)』『Killer Rouge(紅色殺手)』[4]

### 月組時期
- 2018年8-11月 『エリザベート-愛と死の輪舞（ロンド）-(伊莉莎白-愛與死的輪舞)』[12]
- 2019年1月 寶塚Bow Hall公演 『Anna Karenina（アンナ・カレーニナ）(安娜·卡列尼娜)』飾演:エカテリーナ・シチェルバツキー（キティ）(葉卡捷琳娜·亞歷山德羅芙娜·謝爾巴茨卡婭/凱蒂)[13]
- 2019年3-6月 『夢現無雙-改編自吉川英治原作「宮本武藏」-』飾演:りん弥 新人公演 飾演:城太郎(正式公演:結愛かれん)『クルンテープ 天使の都(恭貼天使之城)』[14]
- 2019年7-8月 日本青年館、梅田藝術劇場 『チェ・ゲバラ(切·格瓦拉)』飾演:エリセオ・ガルシア(伊利西亞・加西亞)[15][16]
- 2019年10-12月 『I AM FROM AUSTRIA-故郷（ふるさと）は甘き調（しら）べ-(我來自奧地利－故鄉如甜美的旋律)』飾演:シュティーグル(絲蒂歌/Stiegl) 新人公演 飾演:ガブリエラ(加布艾拉)(正式公演:結愛かれん)[17]
- 2020年2月 御園座 『赤と黒(紅與黑)』飾演:エリザ(愛麗莎)[18]
- 2020年9月-2021年1月 『WELCOME TO TAKARAZUKA-雪と月と花と-(WELCOME TO TAKARAZUKA ─雪與月和花─)』『ピガール狂騒曲(皮加勒狂想曲)』飾演:ヴィヴィアーヌ(薇薇安)※和詩ちづる輪流飾演[19]
- 2021年2-3月 TBS赤阪ACT劇場、梅田藝術劇場『ダル・レークの恋(達爾湖之戀)』飾演:リタ(麗塔)[20]
- 2021年5-8月 『桜嵐記（おうらんき）(櫻嵐記)』飾演:少女弁内侍 新人公演 飾演:弁内侍(正式公演:美園櫻)『Dream Chaser(追夢人)』[3][21][22]＊第一次擔任新人公演女主角
- 2021年10月 寶塚Bow Hall公演『LOVE AND ALL THAT JAZZ』飾演:レナーテ(蕾娜特)[3][23][24]＊第一次擔任寶塚Bow Hall公演女主角
- 2022年1月 寶塚大劇場『今夜、ロマンス劇場で(今夜，在浪漫劇場與妳相遇)』飾演:淡路千景/照片中的女人『FULL SWING!』[25]＊和風間柚乃、白河りり輪流擔任每日謝幕領唱的歌姬(エトワール)※寶塚大劇場部分公演及東京寶塚劇場公演休演
- 2022年7-8月 寶塚大劇場『グレート・ギャツビー(大亨小傳)』飾演:ジュディ(茱迪)[26]
- 2022年9-10月 東京寶塚劇場 『グレート・ギャツビー(大亨小傳)』飾演:ジュディ(茱迪) 新人公演 飾演:デイジー・ブキャナン(黛西·布坎南)[3][26][27]＊擔任新人公演女主角
- 2022年11-12月 KAAT神奈川藝術劇場、梅田藝術劇場『ELPIDIO（エルピディイオ）(埃爾皮迪奧)』飾演:ベニータ(貝妮塔)[28]
- 2023年2-4月 『応天の門(應天之門)』新人公演 飾演:藤原高子(正式公演:天紫珠李) 『Deep Sea-海神たちのカルナバル-(Deep Sea-海神們的嘉年華會)』[29][30]＊和桃歌雪、天愛るりあ、白河りり、咲彩いちご輪流擔任每日公演結束領唱的歌姬(エトワール)※2月6-15日休演
- 2023年6月 東急シアターオーブ(東急劇場Orb)『DEATH TAKES A HOLIDAY(死神假期)』飾演:デイジー・フェントン(黛西・芬頓)[31]
- 2023年8-9月 寶塚大劇場 『フリューゲル-君がくれた翼-(Flügel─你給予我的翅膀─)』飾演:ノーラ・ブレーメ(諾拉・布雷默)新人公演 飾演:ゾフィア・バーデン(佐菲亞・巴登)(正式公演:梨花ますみ)『萬華鏡百景色（ばんかきょうひゃくげしき）(萬花筒百景色)』[32]
- 2023年10-11月 東京寶塚劇場 『フリューゲル-君がくれた翼-(Flügel─你給予我的翅膀─)』飾演:ノーラ・ブレーメ(諾拉・布雷默)(正式公演:梨花ますみ)『萬華鏡百景色（ばんかきょうひゃくげしき）(萬花筒百景色)』[32]
- 2024年1月 梅田藝術劇場『G.O.A.T』[33]※月城かなと演唱會
- 2024年3-7月『Eternal Voice 消え殘る想い(Eternal Voice 殘存的思念)』飾演:ハリエット(哈莉特)『Grande TAKARAZUKA 110!(偉大的寶塚110!)』[34]
- 2024年8-9月 『琥珀色の雨にぬれて(情浸琥珀色的雨中)』飾演:ジュヌヴィエーヴ(珍妮維芙)『Grande TAKARAZUKA 110!(偉大的寶塚110!)』[35]※全國巡迴公演
- 2024年11月-2025年3月 『ゴールデン・リバティ(黃金自由)』飾演:ハニー(哈尼) 新人公演 飾演:マリー(瑪莉)(正式公演:梨花ますみ)『PHOENIX RISING（フェニックス・ライジング）－IN THE MOONLIGHT－(鳳凰涅槃-在月光下)』[3][36]

### 宙組時期
- 2025年6-7月 KAAT神奈川藝術劇場、梅田藝術劇場『RED STONE～悠遠なる叫び～(紅石～最長的呼喊)』飾演:バーバラ・ディーダラス(芭芭拉・代達洛斯)[3][37][38]＊第一次擔任東上(東京特別公演)女主角
- 2025年9月-2026年1月 『PRINCE OF LEGEND(傳奇王子，改編TEAM HI-AX原作系列) 』飾演:ミカエル初台(『BAYSIDE STAR(港灣之星)』

## 外部連結
- 寶塚官網木世良羽龙介紹頁面 （页面存档备份，存于）